# Schloss Rantzau

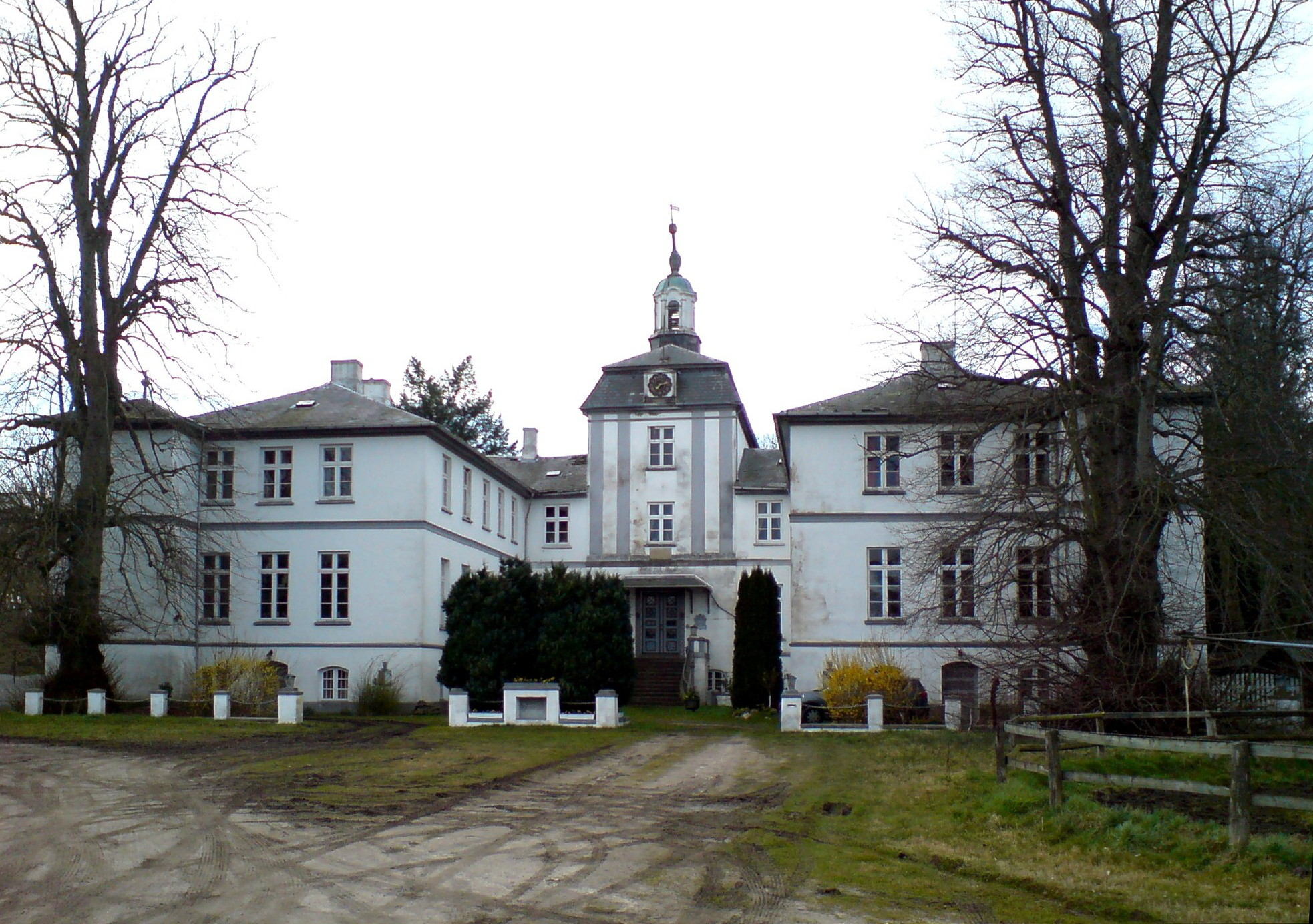
Slottet i mars 2008.

Schloss Rantzau är en herrgård och ett gods i Schleswig-Holstein, Tyskland. Anläggningen är belägen i samhället Rantzau mitt emellan Plön och Eutin. Slottet har sitt namn efter ätten Rantzau, en stor holsteinsk adelssläkt, känd sedan 1200-talet. Mellan åren 1740 och 1751 ägdes slottet av Adolf Fredrik (sedermera Sveriges konung 1751-1771). Slottet, ursprungligen uppfört i renässansstil och under Adolf Fredrik ombyggt i barockstil, fick sitt nuvarande utseende genom en större ombyggnad under åren 1845 till 1847. Idag är slottet starkt förfallet och kan varken beträdas eller besiktigas. 

## Historik

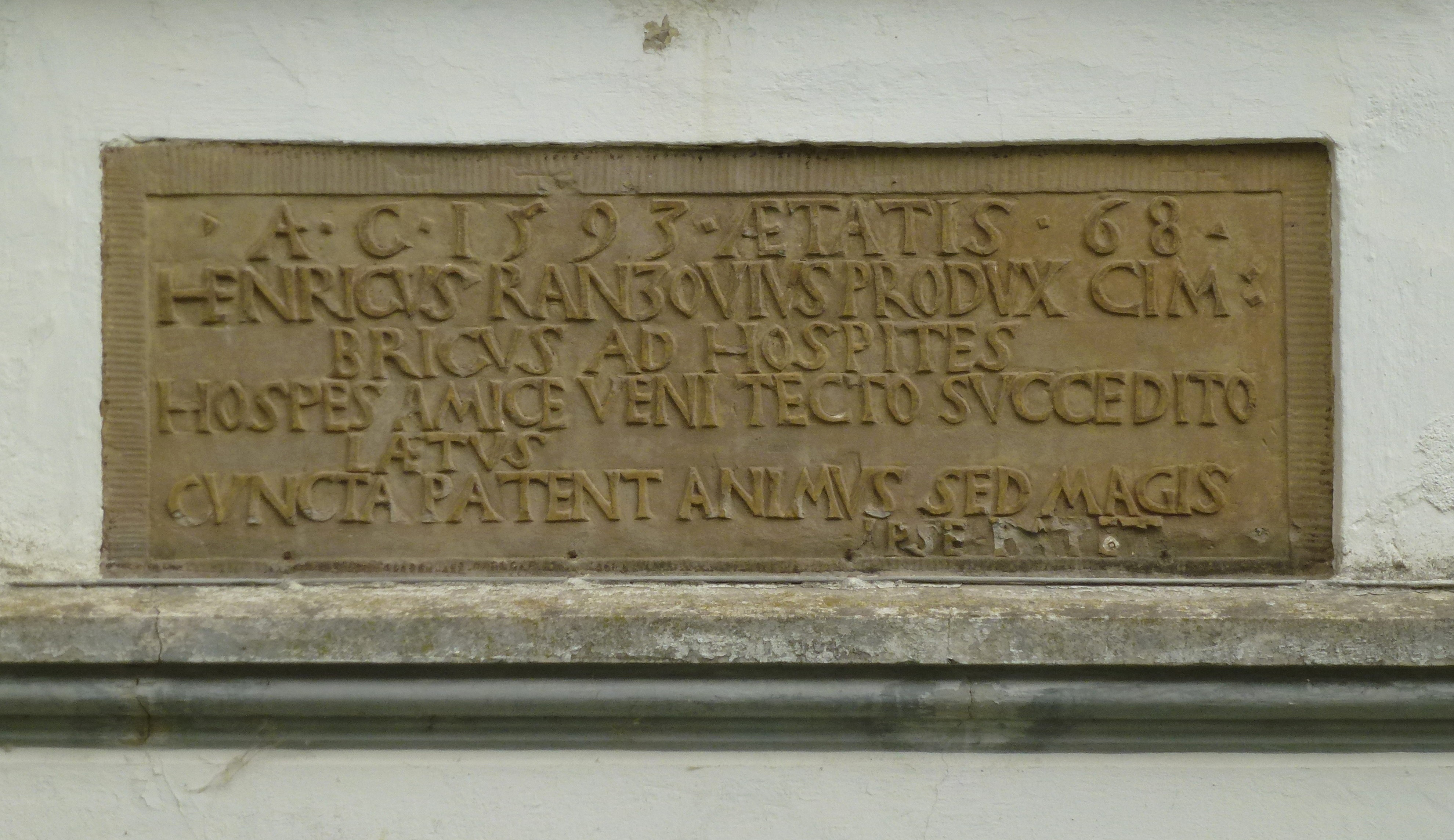
Minnestavla från 1593.

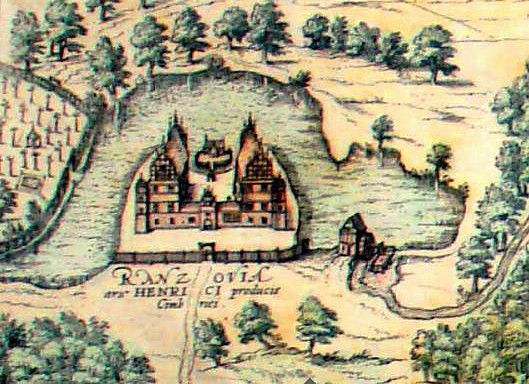
Rantzau på 1500-talet.

Herrgården uppfördes i renässansens stil efter 1590 på initiativ av Henrik Rantzau. En bevarad stentavla med inskription från år 1593 påminner om det.  Under Heinrich Rantzau upplevde anläggningen en kort blomstringstid. Efter Heinrich Ranzaus död år 1598 övergick egendomen till bland andra Fredrik III av Holstein-Gottorp. Under 1600-talet ägdes slottet huvudsakligen av Rantzaus Breitenburgska linje.  
På 1700-talet konfiskerades slottet av Fredrik IV av Danmark, som i sin tur sålde det år 1728 till  Heinrich Reventlow av danska ätten Reventlow. Men redan 1740 tillträdde en ny ägare, dåvarande furstbiskopen av Eutin, Adolf Fredrik (sedermera Sveriges konung 1751-1771). Han lät bygga om det ursprungliga renässansslottet till en U-formad anläggning i barockstil. 
Efter att Adolf Fredrik utsetts till Sveriges konung 1751 sålde han godset till sin hovmarskalk, som i sin tur sålde det år 1761 till sin granne greve  Heinrich Christoph von Baudissin. Slottet med sina ägor stannade sedan fram till 1965 i familjen Baudissins ägo.

## Nutid
Efter andra världskriget fungerade slottet och sidobyggnader som flyktingförläggning. År 1965 uppdelades  godset och slottet varvid slottet såldes till familjen Majerholz. Familjen inrättade en hotellverksamhet, som idag inte längre existerar. År 2009 tillträdde en ny ägare som avlägsnade cirka 90 procent av den historiska inredningen. För närvarande (2012) står anläggningen tom. I ett expertutlåtande beställt av nuvarande ägaren i juni 2011 konstateras bland annat att byggnadens bärande strukturer är kraftigt angripna av träförstörande svampar och insekter samt uppvisar omfattande fuktskador. Byggnaden kan varken beträdas eller besiktigas. Trädgårdsanläggningen, som ursprungligen var gestaltat i barock, har i stor utsträckning lämnats åt sitt öde och håller på att tas över av naturen.

## Bilder

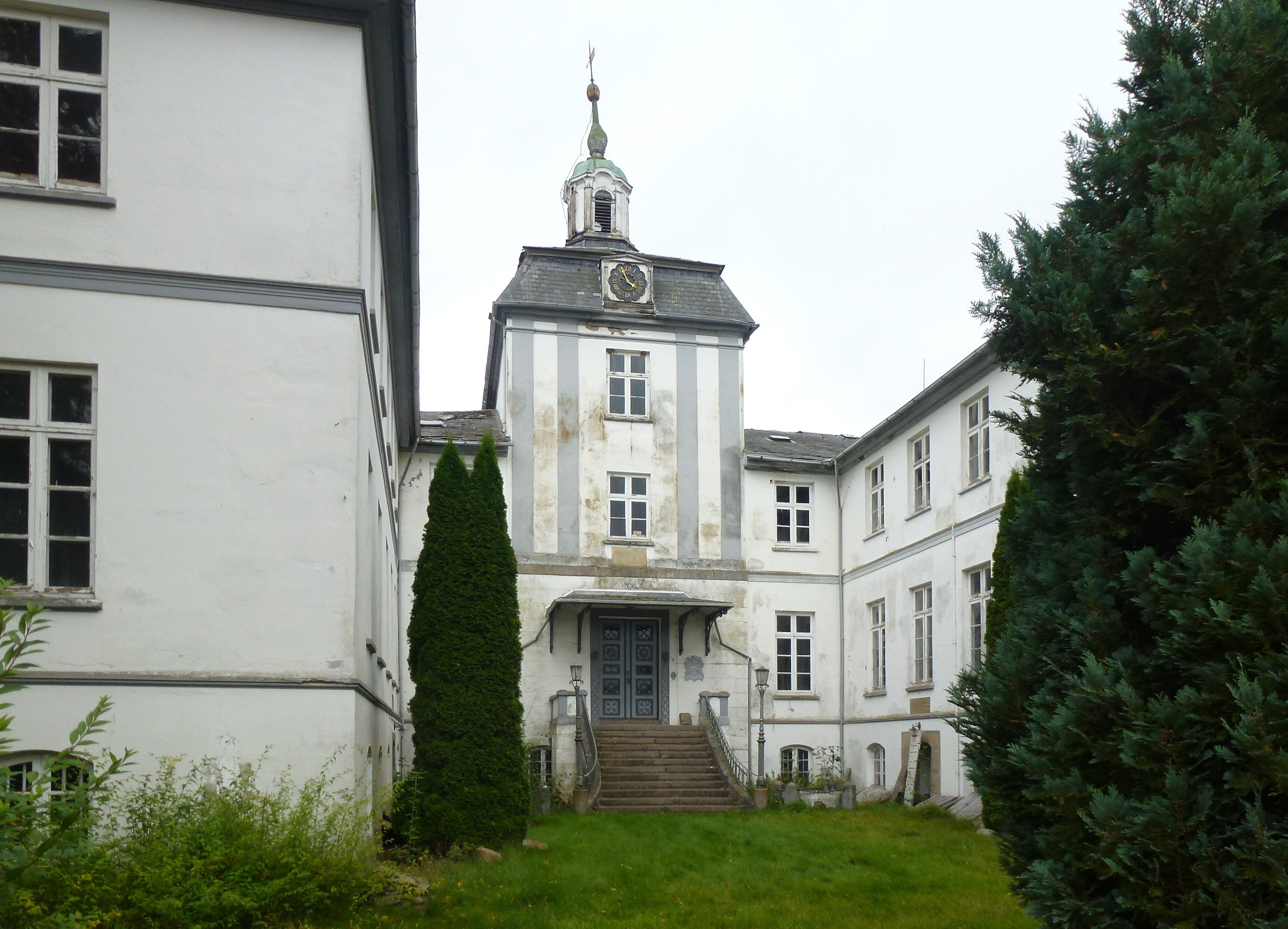
Södra flygeln och mittenbyggnad
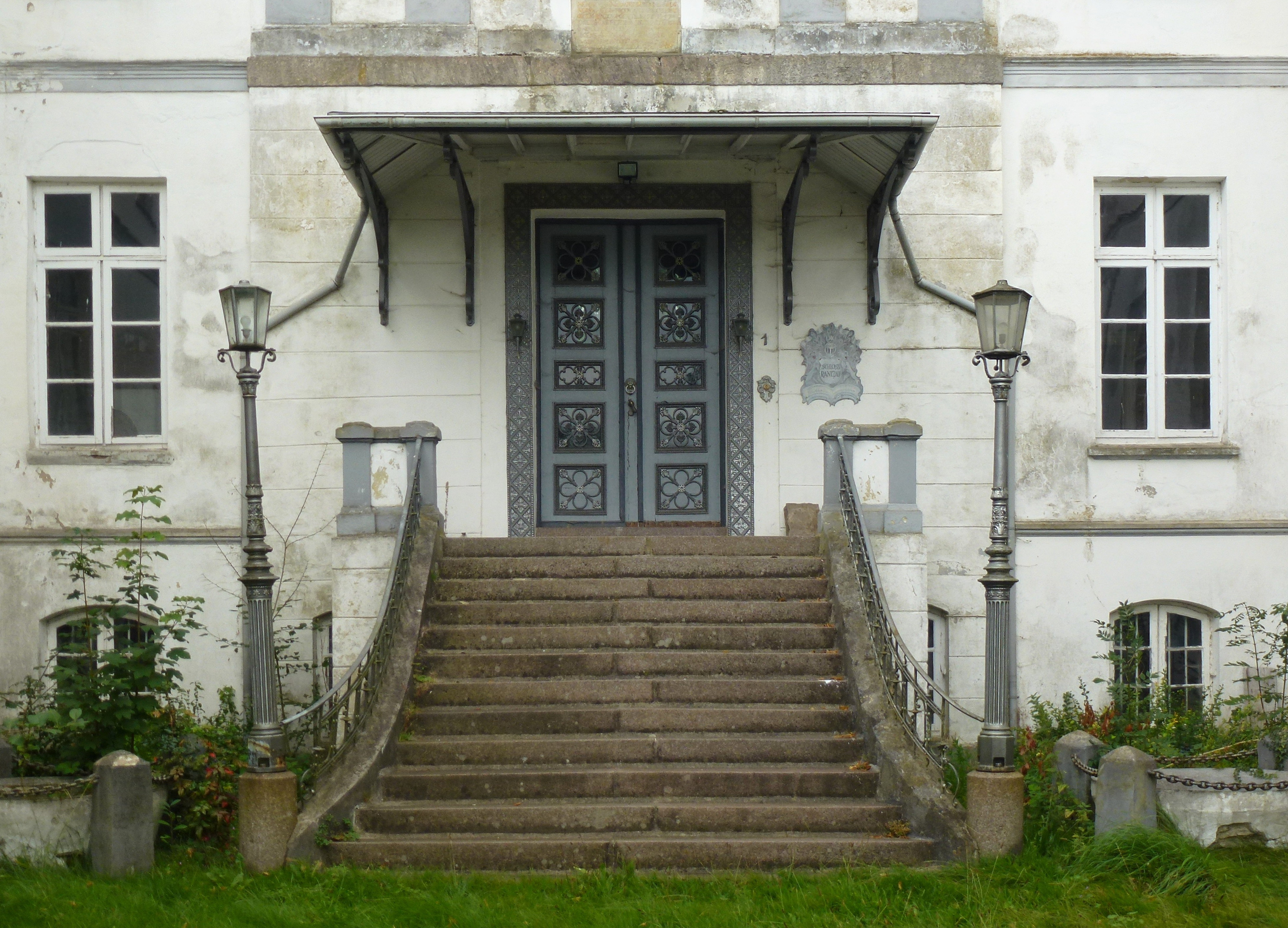
Slottstrappan, 2012
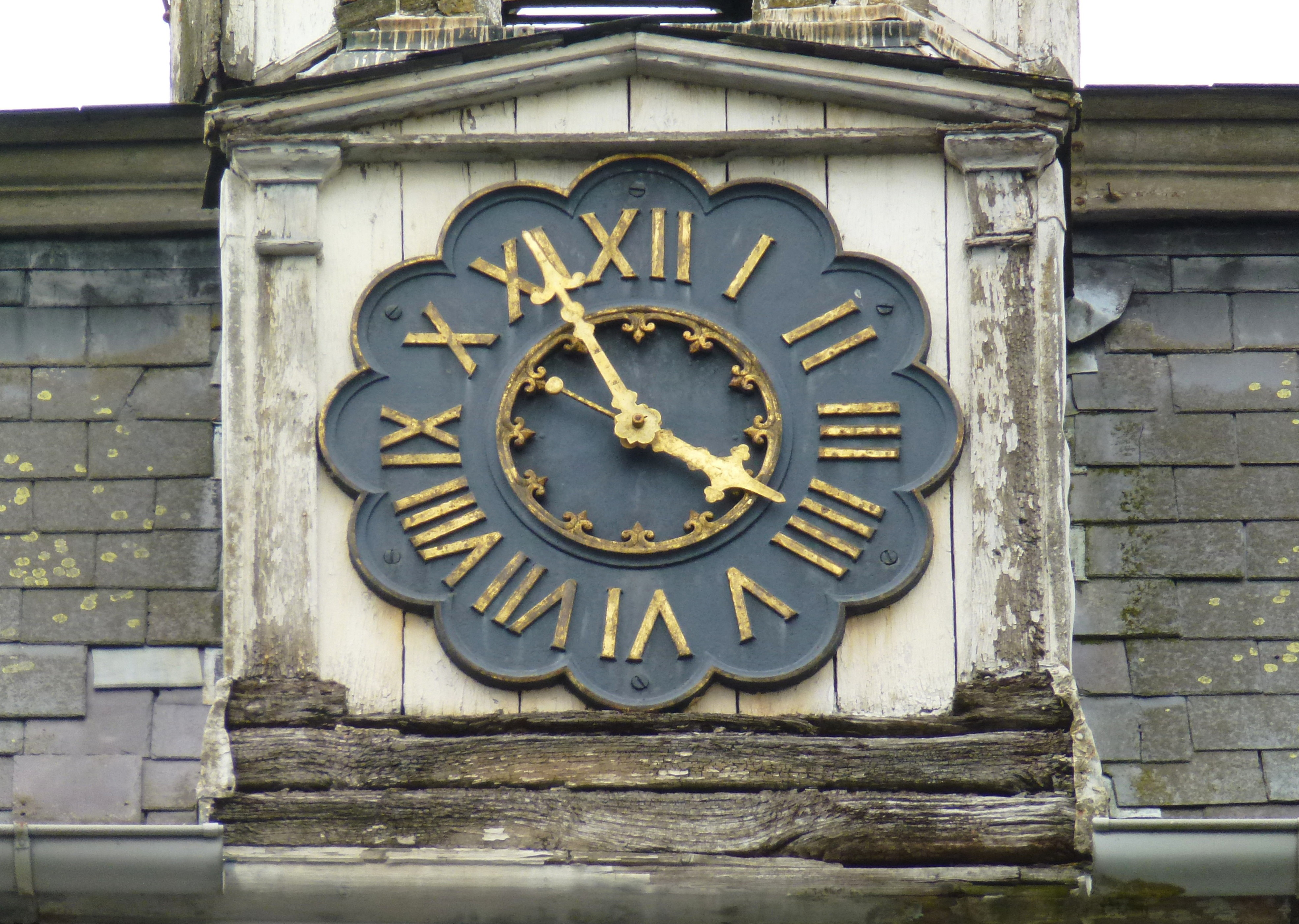
Tornuret, 2012
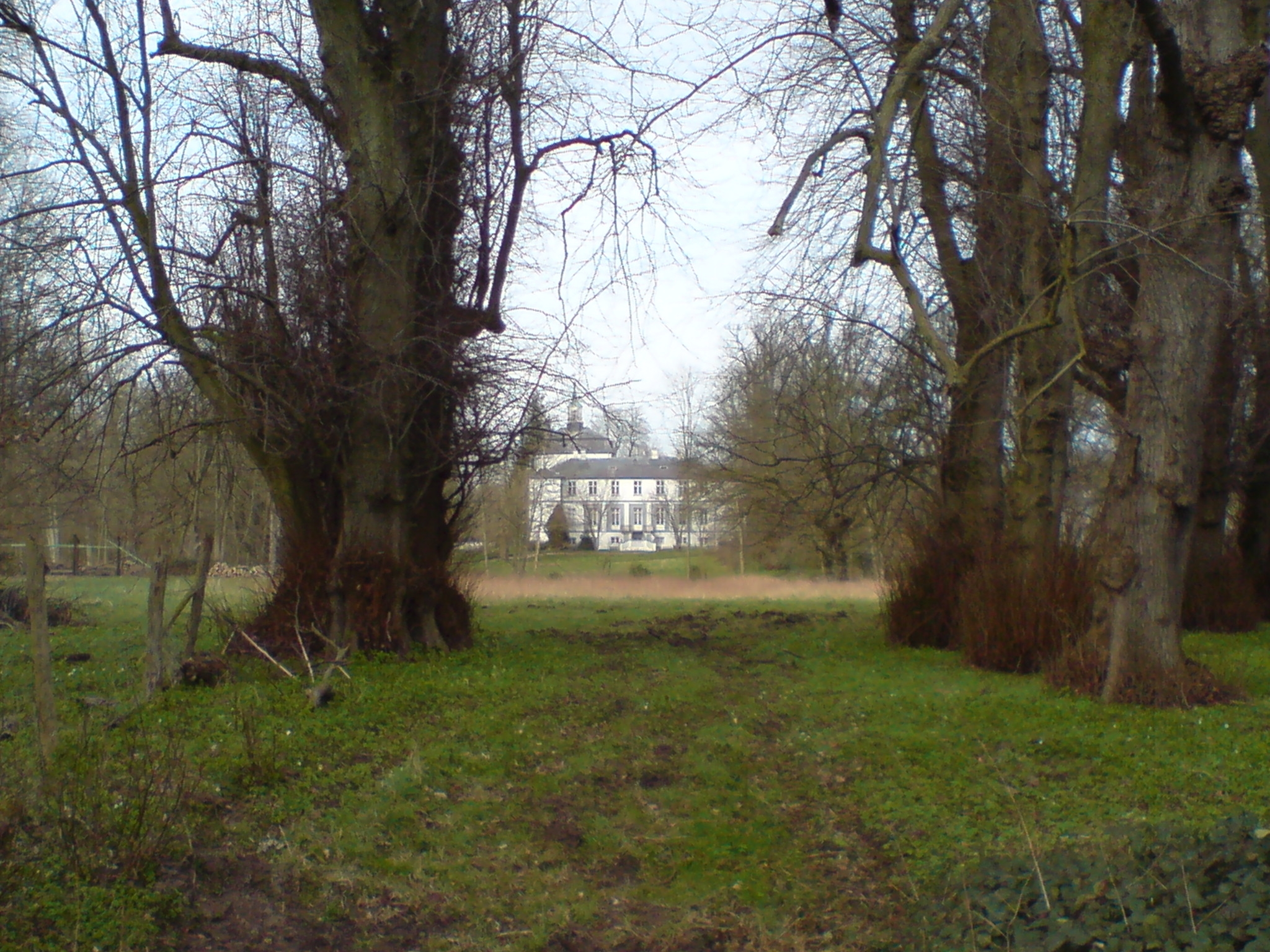
Trädgårdsanläggningen, 2008